# Mandevilla
Mandevilla Lindl., 1840 è un genere di piante della famiglia delle Apocinacee, comprendente oltre 170 specie di rampicanti e arbusti, originari dell'America tropicale.
Il nome scientifico ricorda sir Henry John Mandeville (1773-1861), ambasciatore inglese presso il governo argentino, cui si deve l'introduzione del genere in Europa. Comunemente, queste piante sono conosciute anche come "gelsomino del Cile" o "gelsomino degli angeli".

## Descrizione
Hanno fiori vistosi, di colori che vanno dal bianco puro, o lievemente sfumato di giallo verso la base dei petali, al rosa, al rosso vivo. Le singole corolle sono a forma di campanula, in alcune specie profumatissime, grandi (anche più di 5 cm di diametro).

## Tassonomia
Il genere comprende oltre 170 specie.
Fra le più note ricordiamo:
- Mandevilla boliviensis (Hook.f.) Woodson
- Mandevilla dodsonii A.H. Gentry
- Mandevilla equatorialis Woodson
- Mandevilla hirsuta (Rich.) K.Schum.
- Mandevilla laxa (Ruiz & Pav.) Woodson (= M. suaveolens Lindl.)
- Mandevilla jamesonii Woodson
- Mandevilla pohliana (Stadelm.) A.H.Gentry
- Mandevilla sanderi (Hemsl.) Woodson
- Mandevilla splendens (Hook.f.) Woodson
- Mandevilla subsagittata (Ruiz & Pav.) Woodson

### Sinonimi
Un sinonimo comunemente noto è Dipladenia A.DC., 1844, nome che deriva dal greco δίπλόος (= doppio), δι- (= due) e αδήν (= ghiandola) dalla presenza di due ghiandole ottuse ubicate alla base dell'ovario.
In passato il genere Dipladenia era considerato distinto , attualmente nella nomenclatura scientifica le sue specie sono confluite nel genere Mandevilla, mentre il nome rimane ancora in uso nel commercio e presso i floricoltori.